# Acer conspicuum
Acer conspicuum é uma espécie de árvore do gênero Acer, pertencente à família Aceraceae.